# NSD1
NSD1 هوَ بروتين يُشَفر بواسطة جين NSD1 في الإنسان.